# Marast
Marast és un municipi francès situat al departament de l'Alt Saona i a la regió de Borgonya - Franc Comtat. L'any 2007 tenia 43 habitants.

## Demografia

### Població
El 2007 la població de fet de Marast era de 43 persones. Hi havia 16 famílies, de les quals 8 eren parelles sense fills i 8 parelles amb fills.
La població ha evolucionat segons el següent gràfic:
Habitants censats

### Habitatges
El 2007 hi havia 19 habitatges, 15 eren l'habitatge principal de la família, 3 eren segones residències i 1 estava desocupat. Tots els 18 habitatges eren cases. Tots els 15 habitatges principals que hi havia estaven ocupats pels seus propietaris; 3 tenien tres cambres, 3 en tenien quatre i 9 en tenien cinc o més. 13 habitatges disposaven pel capbaix d'una plaça de pàrquing. A 8 habitatges hi havia un automòbil i a 7 n'hi havia dos o més.

### Piràmide de població
La piràmide de població per edats i sexe el 2009 era:
| Homes | Edats   | Dones |
| ----- | ------- | ----- |
| 0     | 95 o +  | 0     |
| 0     | 90 a 94 | 0     |
| 0     | 85 a 89 | 0     |
| 0     | 80 a 84 | 0     |
| 0     | 75 a 79 | 0     |
| 0     | 70 a 74 | 0     |
| 0     | 65 a 69 | 0     |
| 4     | 60 a 64 | 0     |
| 4     | 55 a 59 | 0     |
| 0     | 50 a 54 | 8     |
| 0     | 45 a 49 | 0     |
| 0     | 40 a 44 | 0     |
| 0     | 35 a 39 | 0     |
| 8     | 30 a 34 | 0     |
| 0     | 25 a 29 | 4     |
| 0     | 20 a 24 | 0     |
| 0     | 15 a 19 | 0     |
| 0     | 10 a 14 | 0     |
| 4     | 5 a 9   | 0     |
| 8     | 0 a 4   | 0     |

## Economia
El 2007 la població en edat de treballar era de 22 persones, 16 eren actives i 6 eren inactives. De les 16 persones actives 15 estaven ocupades (8 homes i 7 dones) i 1 aturada (1 home). De les 6 persones inactives 4 estaven jubilades, 1 estava estudiant i 1 estava classificada com a «altres inactius».
Activitats econòmiques
L'any 2000 a Marast hi havia 4 explotacions agrícoles que ocupaven un total de 280 hectàrees.

## Poblacions més properes
El següent diagrama mostra les poblacions més properes.